# Knapsack (banda)
Knapsack fue una banda emo estadounidense formada en Davis, CA en 1993 por Blair Shenan (vocalista) y Colby Mancasola (baterista), quienes estudiaban en la Universidad de California. Más tarde, el guitarrista Jason Brokos y el bajista Rod Meyer formaban la banda completa.
En 1994, la banda grabó un sencillo para la discográfica independiente Goldenrod Records, ingresando a fines de ese año a ALIAS Records. Su primer álbum llamado Silver Sweepstakes fue lanzado en 1995. Hicieron una gira muy extensiva tocando con bandas como Pavement, Rocket from the Crypt, Jawbox y Drive Like Jehu.
Más tarde, Brokos deja la banda antes del lanzamiento de su segundo álbum "Day Three of My New Life" en 1997. Rod Meyer deja también la banda después de este lanzamiento y es reemplazado por Sergio Loobkoff de Samiam. En 1998, lanzan su tercer álbum "This Conversation Is Ending Starting Right Now" que, sin duda, sería uno de sus álbumes más populares e importantes de la época emo de la década de 1990.
Después de varias giras y tocatas, la banda se separa completamente en el año 2000. Shenan se abre paso para formar la banda The Jealous Sound.

## Discografía

### Álbumes
- Silver Sweepstakes[1] (ALIAS Records, 1995)
- Day Three of My New Life[2] (ALIAS Records, 1997)
- This Conversation Is Ending Starting Right Now[3] (ALIAS Records, 1998)

### Sencillos
- Trainwrecker[4] (Goldenrod Records, 1994)
- True To Form[5] (ALIAS Records, 1995)
- Dropkick w/ Stuntman[6] (ALIAS Records, 1997)

### Compilaciones
- Superwinners Summer Rock Academy[7] (St.Francis, 1996)
- Don't Forget to Breathe[8] (Crank! Records, 1996)